# カール・ワイエルシュトラス

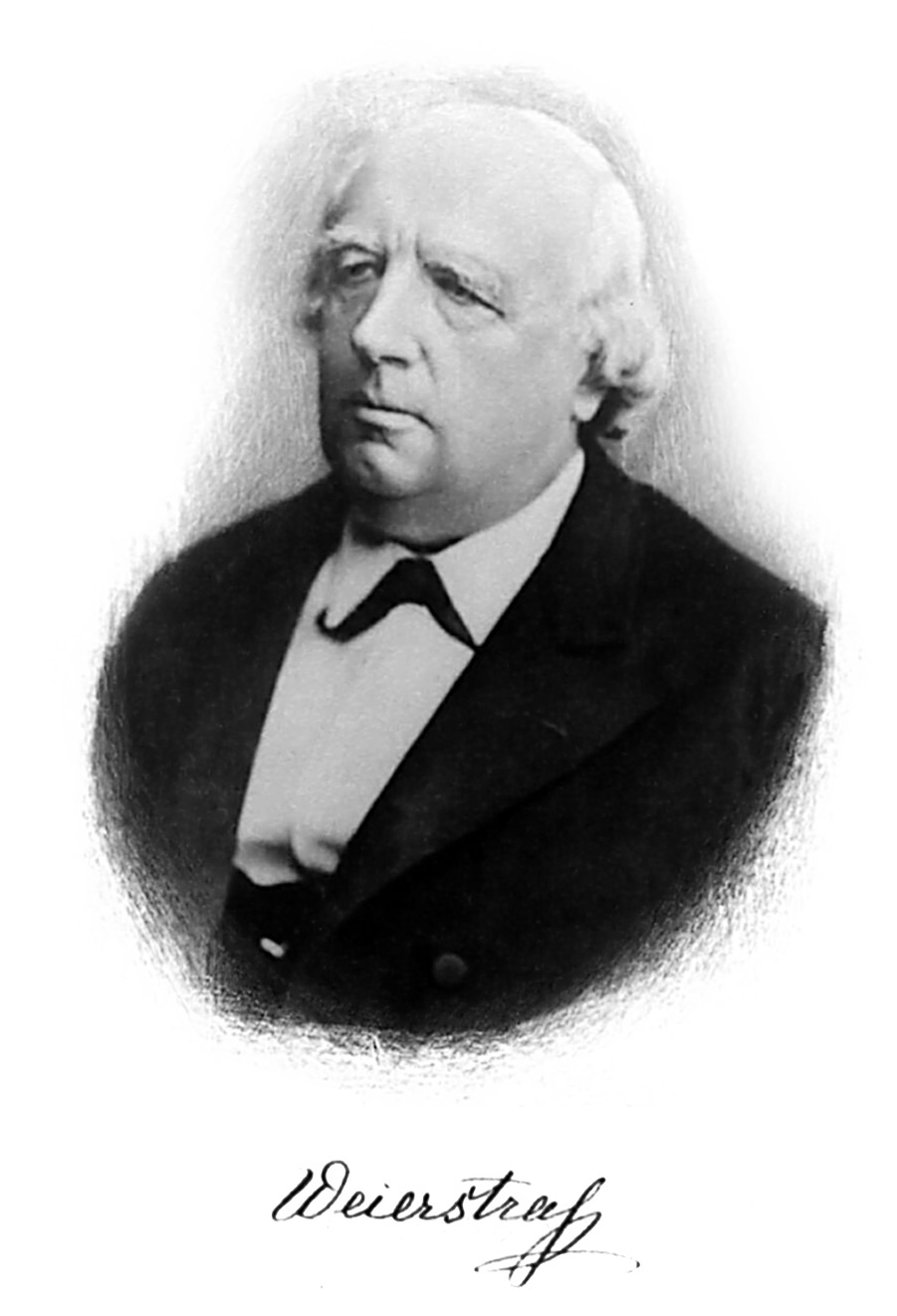
カール・ワイエルシュトラス

カール・テオドル・ヴィルヘルム・ワイエルシュトラス（Karl Theodor Wilhelm Weierstraß [ˈvaɪɐʃtʁaːs], 1815年10月31日 – 1897年2月19日）は、ドイツの数学者である。姓のワイ (Wei) の部分はヴァイと表記するほうが正確である。また、"er" に当たる部分はエル/ヤ/ア/ヤー/アー、"st" はシュト/スト、"raß" はラス/ラースとそれぞれ表記されることがある。

## 経歴
ノルトライン＝ヴェストファーレン州北部に位置するオステンフェルデ生まれ。
1834年にボン大学に入学し法律や経済学を専攻。1839年にミュンスター大学の教職課程に入り、クリストフ・グーデルマンに出会い楕円関数論への関心を持つようになった。卒業後、26歳で教員として田舎の高校に就職し、教員としての仕事（数学に国語に地理、そして体操まで教えた）をしながら、ニールス・アーベルの定理とカール・グスタフ・ヤコブ・ヤコビの二重周期関数の研究の統合を目指した。
1854年、クレレ誌にヤコビ逆問題に関する論文が掲載され、1856年ベルリン大学に招聘される。1864年に正教授に就任、最後までこの地位にあった。1887年コテニウス・メダル、1892年ヘルムホルツ・メダル、1895年コプリ・メダル受賞。

## 業績
初期の業績は超楕円積分の研究で、これがきっかけでベルリン大学に招聘された。楕円関数論では、位数2の楕円関数である{\displaystyle \wp }関数の研究を行い、複素解析では、解析接続に基づいた厳密な方法を発展させた。その他、イプシロン-デルタ論法、一様収束の概念の考案など、微分積分学の基礎付けや、一変数複素関数、代数関数のべき級数による理論の整備に業績を残した。とくにリーマンとともに複素解析の研究を進めたのは有名であり、リーマンが直感的方法を好んだのに対してワイエルシュトラスは厳密な解析的手法を好んだとされる。いたるところ微分不能な連続関数の具体例を示し、実解析においてもその名を轟かし、極小曲面の理論で幾何学にも業績がある。

## 関連記事
- ヴァイエルシュトラスの楕円函数
- カゾラーティ・ワイエルシュトラスの定理：真性特異点の近傍の像は稠密である
- ワイエルシュトラスのペー関数：古典的な楕円関数
- ボルツァーノ＝ワイエルシュトラスの定理：有界な無限集合は集積点を持つ
- リンデマン=ワイエルシュトラスの定理：円周率やネイピア数などの数が超越数であることを示す
- ワイエルシュトラス関数
- ワイエルシュトラスの予備定理：多変数の複素解析関数を局所的に多項式で表す
- ワイエルシュトラスの因数分解定理（ワイエルシュトラスの乗積定理）